# Ivan Reon
Ivan Reon (Karmarten, 13. maj 1985) je velški glumac, pjevač i muzičar.

## Detinjstvo i mladost
Ivan Reon je rođen 13. maja 1985. u Carmarthen, Carmarthenshire. Kada je imao pet godina njegova porodica se preselila u Kardif. Tu se upisuje u srednju školu gdje sa sedamnaest godina počinje glumiti u školskoj dramskoj sekciji. Studirao je na Londonskoj akademiji muzike i dramskih umjetnosti ( London Academy of Music and Dramatic Art )

## Karijera

### Gluma
Prvu značajnu ulogu imao je 2008. u predstavi Eight Miles High, koja je prikazana u Royal Court Theatru u Liverpulu. Takođe je 2008. glumio Moritz Stiefel u Londonskoj produkciji rok-mjuzikla Spring Awakening. Za svoj nastup zaslužio je nominaciju za nagradu „Šta je na pozornici“ za najboljeg sporednog glumca u mjuziklu.
Godine 2009. je počeo da snima seriju Neprilagođeni koja se emitovala do 2013. godine. 
Godine 2011. pojavio se u završnoj epizodi Secret Diary of a Call Girl. Godine 2011. nominovan je za Golden Nymph u kategoriji "Outstanding Actor – Drama Series" za ulogu u Misfitsu . Rheon je također gostovao kao lik Ben Theodore u komediji Grandma's House.
Početkom 2012. Rheon je snimio dramu o zločinu The Rise. 
Godine 2013. glumio je zlog psihopatu Ramsay Bolton u HBO seriji Game of Thrones. U DVD komentaru za treću sezonu serije, producenti David Benioff i DB Weiss spomenuli su da je Reon prethodno trebao glumiti ulogu Jon Snow-a, ali je njegovo mjesto zauzeo Kit Harington. Iste godine, Reon je igrao vodeću ulogu u filozofskoj radio drami Darkside, na osnovu teme Pink Floydovog albuma The Dark Side of the Moon. 
U septembru 2014. Reon se pridružio ekipi BBC One's Our Girl kao Dylan "Smurf" Smith. 
U 2017. godini, je najavljeno da će se Reon pojavljivati u ABC seriji Inhumans.
Reon je glumio gitaristu Mötley Crüe Mick Marsa u filmu The Dirt iz 2019. godine i to je njegova poslednja uloga.

### Muzika
Pisanjem pjesama i pjevanjem se bavi od svoje šestnaeste godine. Bio je vođa benda The Convictions, sve dok ga nije napustio zbog svoje glumačke karijere. Godine 2010. snimio je svoj prvi album, Tongue Tied EP , u RAK Studiju u Londonu, u produkciji Jonathana Quarmbyja i Kevina Bacona. Što je i objavljeno u junu 2010. godine.
Vratio se u RAK Studio, u aprilu 2011. godine, kako bi snimio svoj drugi album Changing Times,koji su ponovo producirali Quarmby i Bacon, sa tri muzičara. Changing Times je objavljen 10. oktobra 2011.
Dana 7. aprila 2013. Rheon je izdao svoj treći album Bang! Bang! i 9. aprila 2013. objavio je video spot za naslovnu pjesmu.
Takođe je snimio i album Dinard u RAK Studiju u Londonu, koji je objavljen u aprilu 2015. godine.

## Spoljašnje veze
- Zvanični vebsajt
- Ivan Reon na IMDb